# Rémi Camus
Pour les articles homonymes, voir Camus.
Rémi Camus, né le 17 juillet 1985 à Saint-Doulchard (Cher, France), est un explorateur et aventurier français, formateur en techniques de survie et membre de la Société des explorateurs français.

## Biographie

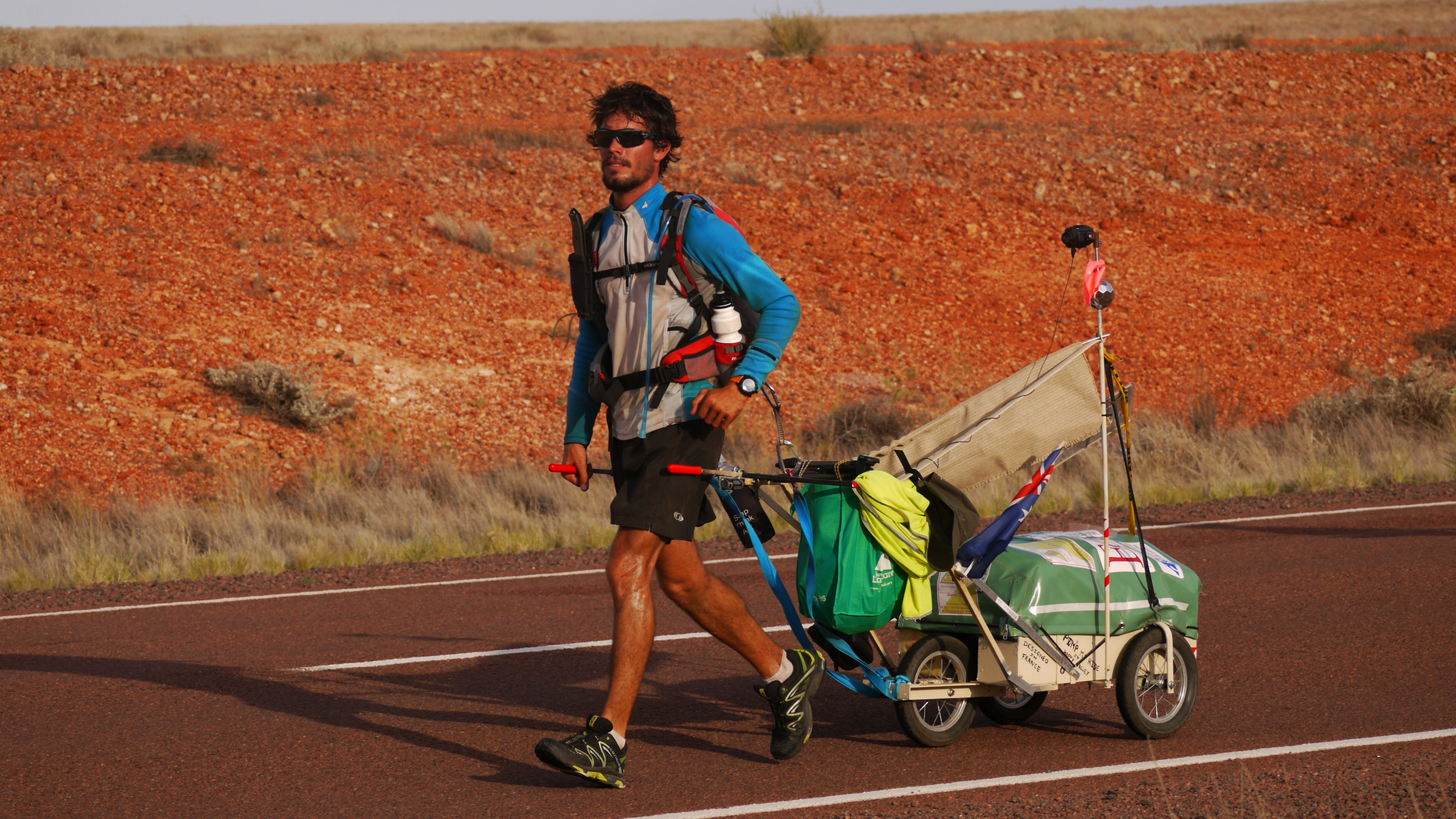
Rémi Camus pendant sa traversée de l'Australie.

En 2011, Rémi Camus traverse l'Australie en courant et en autonomie en tractant son équipement sur une remorque, via la Great Ocean Road et la Stuart Highway. Il récolte à cette occasion des dons pour l'Association française du syndrome de Lowe, et séjourne avec des communautés aborigènes.
En 2013, il réalise la descente du Mékong sur 4400 kilomètres à la nage en hydrospeed pendant 5 mois, en solitaire et sans assistance, afin de militer contre la forte pollution du fleuve et pour l'accès à l'eau potable des populations. La pollution du fleuve lui cause des affections dermatologiques. Il nage avec un flotteur en mousse conçu sur mesure, avec des compartiments étanche en Kevlar carbone.
En 2018, il remporte avec Emmanuel Grimaud l'émission de télévision Wild, la course de survie diffusée sur M6.
À l'été 2018, Rémi Camus réalise le tour du littoral de France métropolitaine à la nage avec assistance, de Dunkerque à Hendaye puis de Cerbère à Monaco, soit 2 650 kilomètres, avec une moyenne de trente kilomètres et douze heures de nage par jour à chaque étape,,. À son arrivée, il sensibilise sur la pollution de la mer par les plastiques qu'il a pu observer et est reçu par le prince Albert II.
Depuis 2018, il est formateur et anime des séjours de survie .

En 2019, il participe sur France 3 Centre Val de Loire au magazine On vous embarque !.

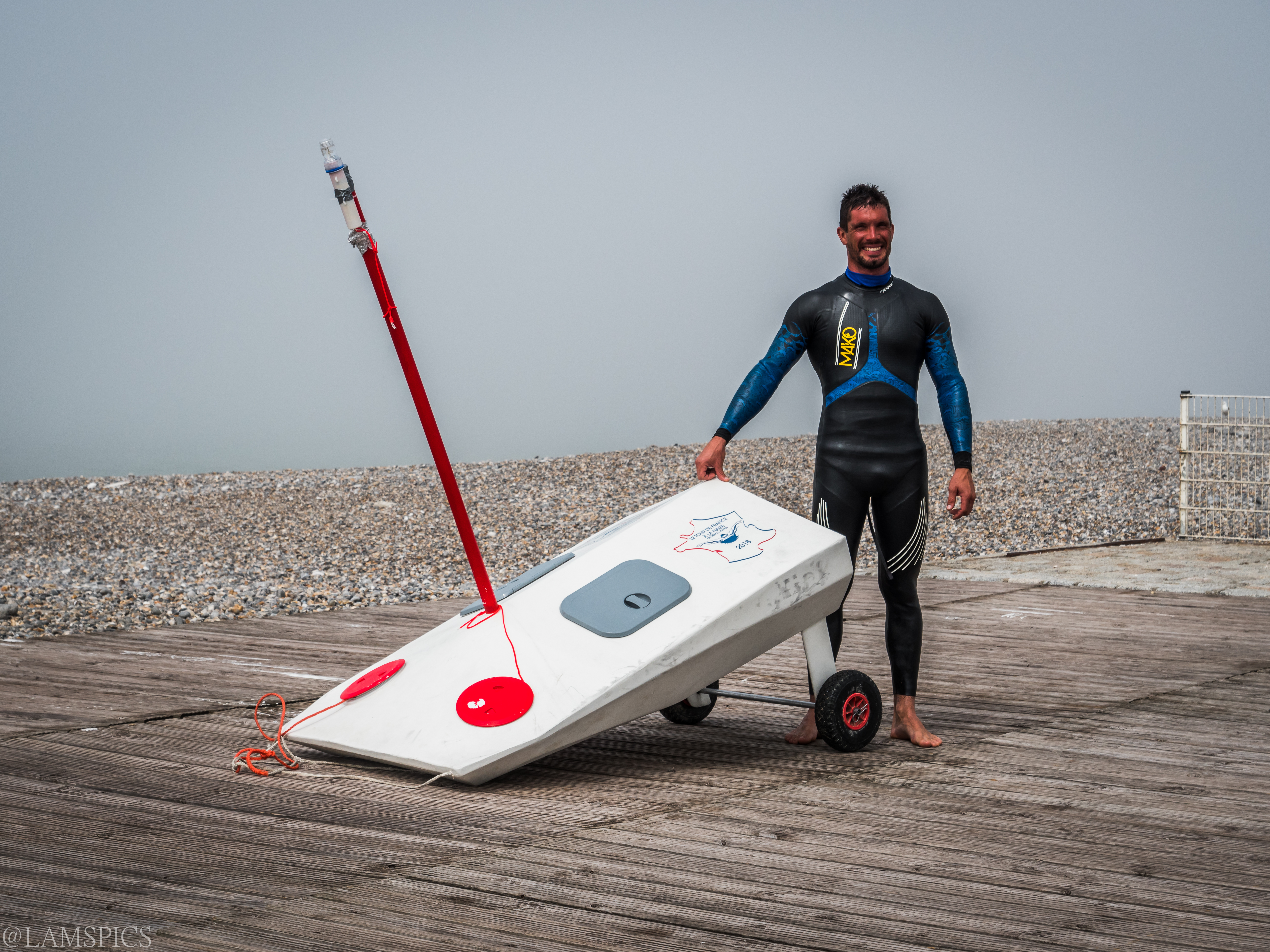

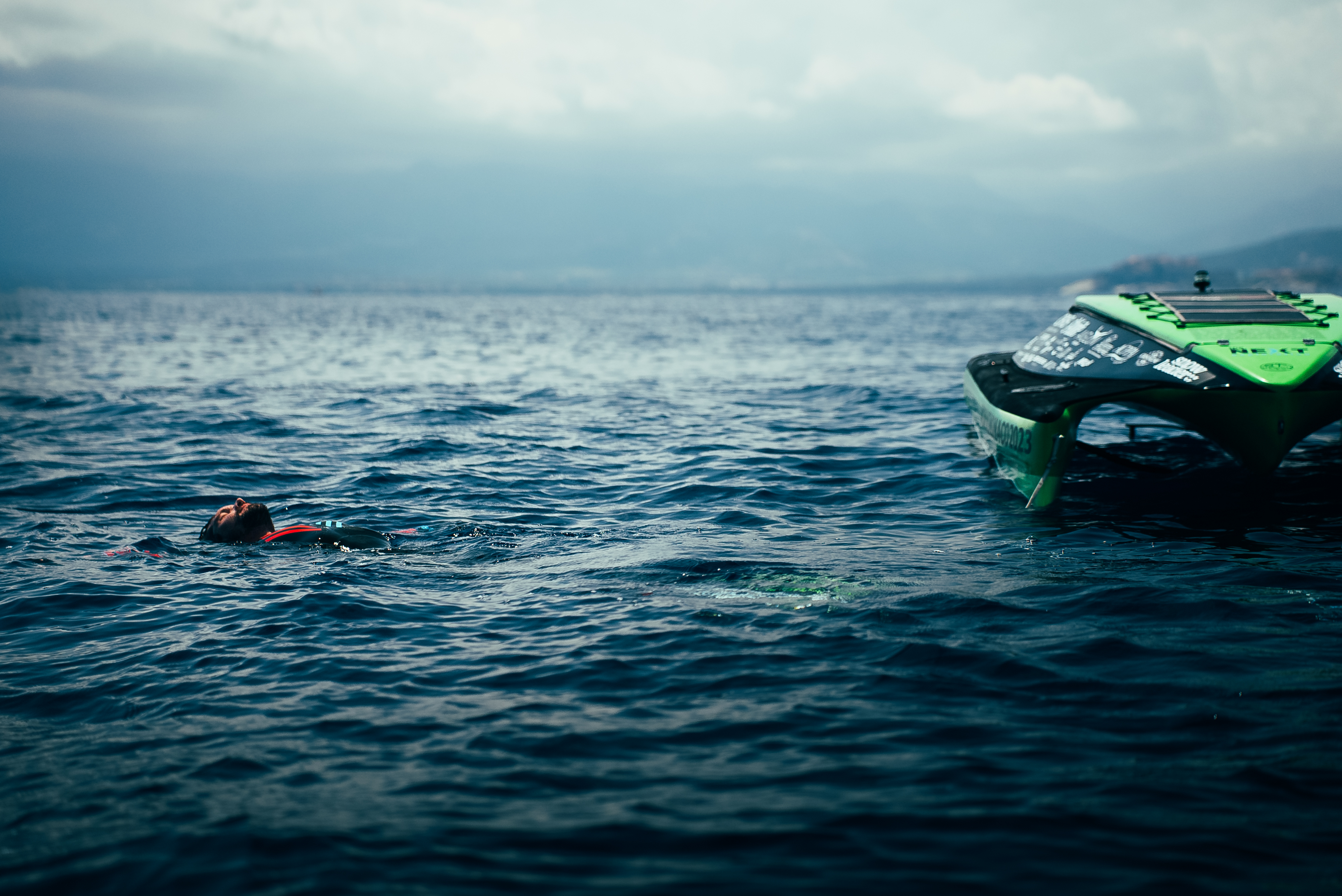
Rémi Camus se reposant en plein milieu de la mer Méditerranée.

En juin 2023, Rémi Camus parvient à traverser la Méditerranée à la nage entre Calvi et Monaco en tractant une plateforme flottante sur laquelle il dort et se ravitaille. Il est suivi par un bateau de sécurité auquel il s'amarre. Une collaboration a lieu avec le CHU de Grenoble afin de comprendre le stress oxydant généré sur le corps humain dans un environnement hostile ainsi qu'avec l'entreprise de laboratoires Wessling afin d'analyser des boudins de cheveux, de la société Capillum, laissés à la dérive derrière le voilier d'assistance. Les mesures permettent de détecter la présence de polluants éternels en mer.

## Publications
- Aventurier de la vie, Robert Laffont, 2022, 264 p. (ISBN 2221254449)
- Aventurier de la vie, Pocket, 2023 (ISBN 978-2266331210)

## Distinctions
- 30 mai 2015, il reçoit le Prix de la Légion d'honneur 2015[11] par la Société des membres de la Légion d'honneur
- 23 mai 2022, il reçoit le Trophée du coup de cœur du jury, lors de la 17ème fête de l'entreprise organisée par Le Progrès et la CPME du Rhône[12].

- 20 octobre 2022, il reçoit le Trophée de l'excellence 2022 catégorie coup de cœur de la CCI du Beaujolais[13].